# Ромец, Лидия Владимировна
Лидия Владимировна Ромец — советский хозяйственный и государственный деятель, Герой Социалистического Труда.

## Биография
Родилась в 1923 году в селе Малая Девица. Член КПСС.
В 1944—1983 — звеньевая полеводческой бригады по выращиванию кок-сагыза, звеньевая полеводческой бригады по выращиванию сахарной свёклы колхоза имени Кирова села Малая Девица Прилукского района Черниговской области Украинской ССР.
Указом Президиума Верховного Совета СССР от 23 апреля 1952 года присвоено звание Героя Социалистического Труда с вручением ордена Ленина и золотой медали «Серп и Молот».
Умерла в Малой Девице после 1983 года.

## Награды и звания
- Герой Социалистического Труда (23.04.1952)
- Орден Ленина (23.04.1952, 08.12.1973)
- Орден Октябрьской Революции (08.04.1971)
- Орден Трудового Красного Знамени (31.12.1965)